# Красная утка (колония)
«Красная утка» (ФКУ ИК-13 ГУФСИН России по Свердловской области, старое название УЩ-349/13) — исправительная колония общего режима для бывших работников правоохранительных и административных органов в Нижнем Тагиле.
Вместе с рядовыми милиционерами, здесь отбывали наказание чиновники самого высокого ранга, вплоть до региональных прокуроров, мэров крупных городов и руководителей союзных республик СССР. Среди отбывавших наказание упоминают начальника канцелярии Л. П. Берии и его подчинённых; зятя Л. И. Брежнева генерал-полковника Юрия Чурбанова.

## Прозвище
В ИК-13 якобы попадало много невиновных по доносам («уткам»). А «красными» называют зоны, где вся власть в руках администрации.

## История колонии
Первым начальником учреждения был назначен капитан И. Е. Климанов, своим первым приказом от 16 сентября 1957 года закрепивший за сотрудниками основных подразделений гербовые печати и штампы. С этого момента учреждение приобрело официальный статус. С самого начала в нём содержались бывшие сотрудники правоохранительных органов. В начале 1960-х годов было построено здание профессионально-технического училища для осуждённых.
В 1988 году исправительную колонию возглавил И. Д. Жарков. В июне 1989 года он впервые в пенитенциарной системе Урала создал подразделение специального назначения на базе ИК-13. Затем этот опыт был распространён на всю Россию. Первым командиром группы спецназа был А. Л. Коновалов, который впоследствии в августе 1994 года стал начальником учреждения.
19 декабря 1996 года настоятель Крестовоздвиженского собора иерей Фома освятил фундамент храма в честь Святителя Николая на территории колонии. Строительство было завершено в декабре 1997 года, строившегося заключёнными на благотворительные средства. 25 сентября 2000 года патриарх Алексий II освятил этот храм в ходе пасторского визита в Екатеринбург в присутствии министра юстиции России Ю. Я. Чайки. Сообщается, что основное участие в строительстве церкви принимал схимонах Сергий (Романов), когда отбывал наказание в колонии, и писал прошение Алексию II об освящении храма, что повлияло на его дальнейшее решение стать священником и строителем православных обителей.

## Руководство
- Первым начальником учреждения был назначен капитан И. Е. Климанов.
- 20 ноября 1960 года — подполковник внутренней службы С. А. Смирнов.
- С августа 1973 года по январь 1975 года — А. И. Александров.
- С августа 1983 года по октябрь 1984 года — А. С. Заварзин.
- В октябре 1984 года по май 1988 года — И. И. Антоневич.
- С 24 июля 1988 года по 1 августа 1994 года — И. Д. Жарков. Ранее, с мая 1984 года он был директором предприятия. Впоследствии назначенный начальником Главного управления исполнения наказаний Министерства юстиции РФ по Свердловской области
- С августа 1994 по сентябрь 2003 — А. Л. Коновалов, который ранее был первым командиром группы спецназа в ИК-13[1].